# 伊東毅 (学者)
伊東 毅（いとう たけし、1962年 - ）は、日本の教育学者。武蔵野美術大学教授。修士。

## 人物
長野県生まれ。東京大学大学院教育学研究科博士課　程を単位取得満期退学。2006年武蔵野美術大学教授。
修士課程まではドイツの教育思想を研究し、近年は「いじめを中心とする教育問題を研究。

## 著書
単書
- 『未来の教師におくる特別活動論』武蔵野美術大学出版局 2011年

共書
- 『新しい生活指導と進路指導』武蔵野美術大学出版局 2012年（編著）
- 『なくならない「いじめ」を考える』国土社 2008年
- 『生活指導論』『教育相談論』『特別活動論』武蔵野美術大学出版局 2002年、
- 『いじめ自殺 6つの事件と子ども・学校のいま』国土社 1999年

など

## 論文
- 「現代日本におけるいじめの特質―教育システムといじめとの関係の考察を中心に―」『社会文化研究』第4号、晃洋書房 2001年
- 「いじめ関連諸文献の検討―いじめ論議の再構成のために―」『日本教師教育学会年報』第5号、日本教育新聞社 1996年
- 「いじめの諸類型の特質と関係：〈こどもの未熟さゆえにこどもの発達につきまといがちな問題行動としてのいじめ〉〈非行としてのいじめ〉〈忠誠競争に深くかかわるいじめ〉」『研究室紀要』第22号、東京大学大学院教育学研究科教育学研究室 1996年
- 「いじめと忠誠戦争」『高校生活指導』第127号（冬季号）青木書店 1995年
- 「戦後道徳教育論の再考（1）：特設時間論の再考」『研究室紀要』第21号、東京大学大学院教育学研究科教育学研究室 1995年
- 「公教育における道徳教育の成立可能性をめぐる問題：ハーバーマスの『真理論』の検証」『研究室紀要』第20号、東京大学教育学部教育哲学・教育史研究室 1994年

など